# Brontolaemus elegans
Brontolaemus elegans là một loài bọ cánh cứng trong họ Laemophloeidae. Loài này được Sharp miêu tả khoa học năm 1886.